# Kevin Nash
Kevin Scott Nash (ur. 9 lipca 1959 w Detroit) – amerykański wrestler, koszykarz i aktor, znany głównie z występów w organizacji World Wrestling Federation, w której posługiwał się pseudonimem ringowym Diesel i był głównym mistrzem, a także z występów w World Championship Wrestling, gdzie przewodził stajnią New World Order i kilkukrotnie zdobył mistrzostwa główne oraz drużynowe, w 2015 został wprowadzony do galerii sławy WWE Hall of Fame.

## Młodość
Kevin Scott Nash urodził się 9 lipca 1959 w Detroit w stanie Michigan. Gdy miał trzy lata zmarł jego ojciec, Robert Nash. W młodości trenował koszykówkę. Od 1977 do 1980 grał na środkowej pozycji w uczelnianej drużynie Tennessee Volunteers w czasie studiów na University of Tennessee. Ukończył studia na wydziale psychologicznym i studia poboczne na wydziale filozofii edukacji. Po studiach przez cztery lata grał zawodowo w koszykówkę w Niemczech, w drużynie Gießen 46ers, jednak w rozwoju kariery przeszkodziła mu kontuzja kolana, której doznał w 1981. Z powodu tej kontuzji nie pozwolono mu grać w National Basketball Association. Wtedy został zawodowym żołnierzem amerykańskiej armii i przez dwa lata stacjonował w Niemczech. Potem pracował jako portier i ochroniarz w klubie nocnym w Michigan.

## Kariera wrestlerska

### World Championship Wrestling (1990–1993)
Jego trenerami byli Jody Hamilton i Sgt. Buddy Lee Parker. Debiutował jako wrestler 5 września 1990 w World Championship Wrestling (WCW) pod pseudonimem ringowym Steel i tworzył tag team o nazwie Master Blasters z Alem Greenem, który posługiwał się pseudonimami Iron, a później Blade. Z czasem Nash przemianował swój pseudonim na Dr. X.
5 września 1990 na gali Clash of the Champions XII: Mountain Madness/Fall Brawl ’90 Master Blasters pokonali tag team Brada Armstronga i Tima Hornera. 27 października na gali Halloween Havoc pokonali Tracy Smothersa i Steve’a Armstronga.
2 lutego 1991 w odcinku Worldwide The Master Blasters przegrali walkę o mistrzostwo WCW United States Tag Team przeciwko posiadającej je drużynie Steiner Brothers (Rick Steiner i Scott Steiner). Była to pierwsza walka o tytuł The Master Blasters i Doktora X. Wkrótce Kevin Nash zaadoptował gimmick oparty na Czarnoksiężniku z Krainy Oz i pseudonim ringowy Oz. 19 maja na gali SuperBrawl I pokonał Tima Parkera w 26 sekund. Na wyemitowanej 14 czerwca gali Clash of the Champions XV: Knocksville USA pokonał Johnny’ego Richa. 14 lipca na Great American Bash został pokonany przez Rona Simmonsa. 5 września 1991 na gali Clash of the Champions XVI: Fall Brawl uczestniczył w bitwie typu Battle Royal, wygranej przez El Gigante. 27 października na Halloween Havoc został pokonany przez Billa Kazmeiera, który zmusił go do poddania się.
W 1992 zaczął odgrywać zupełnie nową postać i przyjął pseudonim ringowy Vinnie Vegas. 21 stycznia na gali Clash of the Champions XVIII pokonał Thomasa Richa. 29 lutego na SuperBrawl II wraz z Rickym Mortonem został pokonany w walce tag teamów przez Van Hammera i Toma Zenka. 25 października na Halloween Havoc Erik Watts i Van Hammer pokonali DDP i Vinniego Vegasa w pojedynku nieemitowanym w telewizji
2 stycznia 1993 w odcinku WCW Saturday Night Vinnie Vegas wziął udział w turnieju o mistrzostwo United States i odpadł już w pierwszej rundzie, w której został pokonany przez Dustina Rhodesa.

### World Wrestling Federation (1994–1996)

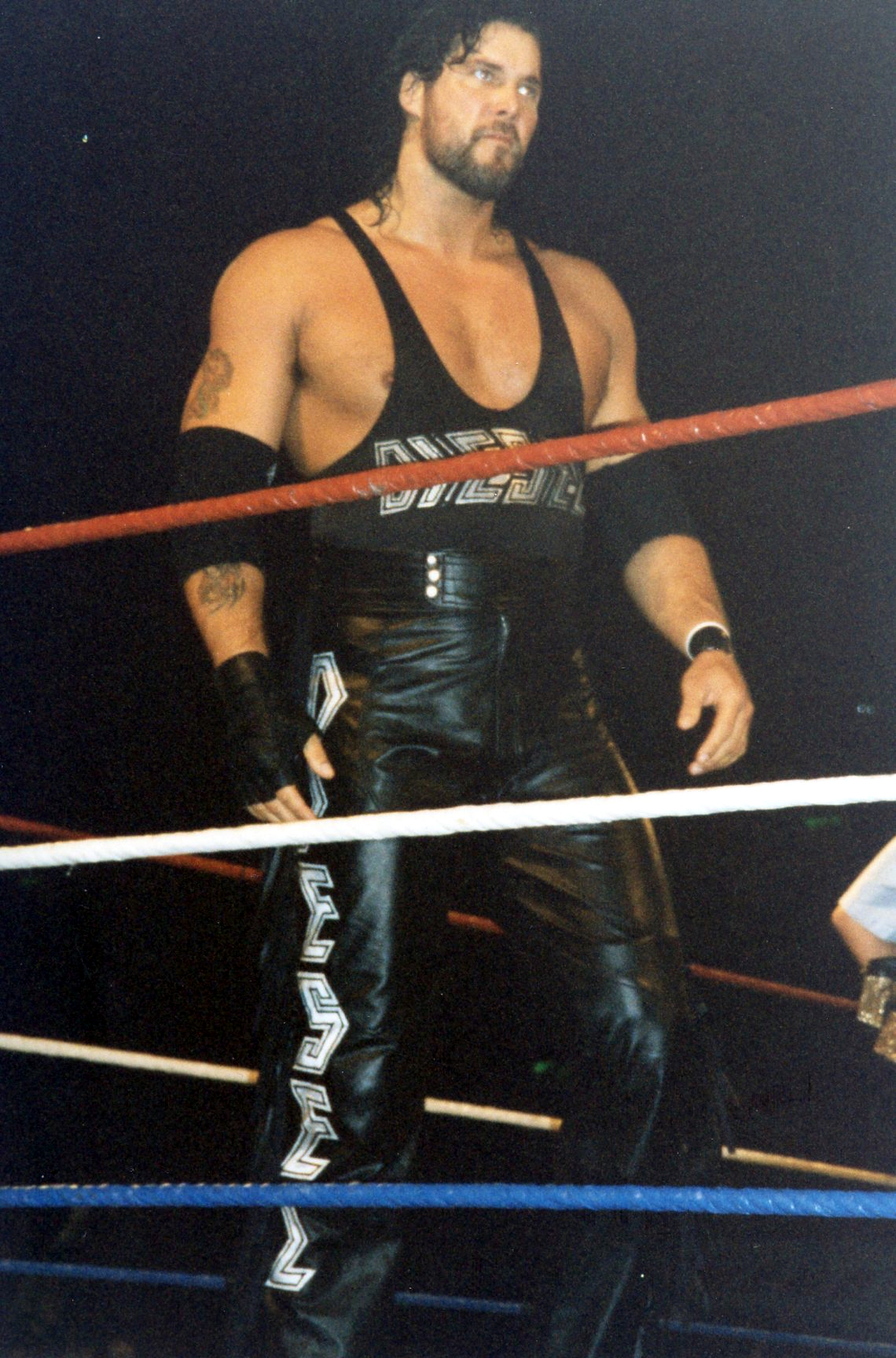
Kevin Nash jako Diesel 14 września 1994 na arenie Wembley Arena

W 1993 debiutował w organizacji World Wrestling Federation (WWF) jako Diesel, osobisty ochroniarz Shawna Michaelsa. 30 sierpnia na SummerSlam pomógł Michaelsowi wygrać walkę przeciwko Mr. Perfectowi przez wyliczenie. 24 listopada na gali Survivor Series w walce tag teamów z eliminacjami Marty Jannetty, Randy Savage, Razor Ramon i The 1-2-3 Kid pokonali Adama Bomba, Diesela, Irwina R. Schystera i Ricka Martela.
22 stycznia 1994 wziął udział w bitwie na gali Royal Rumble. Wszedł na ring jako siódmy i wyeliminował kolejno Barta Gunna, Scotta Steinerby’ego, Owena Harta, Kwanga, Boba Backlunda, Billy’ego Gunna i Virgila, Sam został wyeliminowany jako trzynasty, wspólnymi siłami przez Bam Bam Bigelowa, Crusha, Mabela i Thurmana Plugga. 20 marca na WrestleMania X próbował pomóc Shawnowi Michaelsowi w walce z Razorem Ramonem, ale w środku walki został odesłany przez sędziego za kulisy, a Michaels przegrał. 30 kwietnia w odcinku Superstars Diesel pokonał mistrza Razora Ramona w walce o mistrzostwo Intercontinental. Na gali King of The Ring jego mistrzostwo i należące do Breta Harta WWF World Heavyweight Championship stały się przedmiotem zakładu. Diesel pokonał Harta przez dyskwalifikację, więc ze względu na charakter zwycięstwa obaj mistrzowie zachowali swoje tytuły. 28 sierpnia Diesel i Shawn Michaels pokonali tag team The Headshrinkers i przejęli należące do przeciwników pasy mistrzowskie WWF Tag Team Championship. 29 sierpnia Ramon odzyskał mistrzostwo Intercontinental, pokonując Diesela na gali SummerSlam. 23 listopada na Survivor Series w walce 5 na 5 Fatu, Razor Ramon, Sionne, The 1-2-3 Kid i The British Bulldog pokonali Diesela, Jeffa Jarretta, Jima Neidharta, Owena Harta i Shawna Michaelsa. Diesel i Michaels pokłócili się po przegranej walce i rozwiązali swój tag team, tracąc tym samym mistrzostwo drużynowe. 26 listopada na gali MSG House Show Diesel pokonał mistrza WWF Heavyweight, Boba Backlunda w 8 sekund i przejął jego tytuł.
22 stycznia 1995 na Royal Rumble miał bronić mistrzostwa WWF Heavyweight w walce przeciwko Bretowi Hartowi, ale walka zakończyła się remisem, ponieważ została zakłócona przez Owena Harta, Jeffa Jaretta, Roada Dogga, Boba Backlunda i Shawna Michaelsa. Diesel bronił swojego mistrzostwa w kolejnych tygodniach w walkach przeciwko Jarrettowi, Owenowi Hartowi i Bam Bam Bigelow, a 2 kwietnia na gali WrestleMania 11 przeciwko Shawnowi Michaelsowi. W trakcie gali mistrzowi towarzyszyła Pamela Anderson. 14 maja na In Your House walka przeciwko Sycho Sidowi, w której Diesel bronił tytułu zakończyła się dyskwalifikacją pretendenta. 24 czerwca 1995 wprowadził pośmiertnie do galerii sławy Hall of Fame legendarnego wrestlera o pseudonimie Antonino Rocca. 25 czerwca na King of the Ring Diesel połączył siły z Bam Bam Bigelow aby wspólnie pokonać Sycho Sida i Tatankę, którym w narożniku towarzyszył Ted DiBiase. 23 lipca na In Your House 2 Diesel ponownie obronił tytuł w walce przeciwko Sidowi, tym razem w pojedynku typu Lumberjack match. 27 sierpnia 1995 na SummerSlam obronił tytuł pokonując Kinga Mabela. 22 października na In Your House 4 został pokonany przez The British Bulldog w wyniku dyskwalifikacji. Diesel stracił mistrzostwo 19 października, przegrywając walkę z Bretem Hartem. 17 grudnia na In Your House 5 został zdyskwalifikowany i przegrał walkę przeciwko Owenowi Hartowi.
21 stycznia 1996 wziął udział w bitwie na gali Royal Rumble. Wszedł na ring jako dwudziesty trzeci. Wyeliminował Tatankę, Triple H-a, Owena Harta (z pomocą Shawna Michaelsa), Duke’a „The Dumpster” Droese'a i Kamę. Sam Diesel został wyeliminowany jako ostatni przez zwycięzcę bitwy, Shawna Michaelsa. Diesel próbował odzyskać mistrzostwo WWF Heavyweight 18 lutego, mierząc się z ówczesnym mistrzem, Bretem Hartem, w stalowej klatce na gali In Your House 6. Jednak w czasie walki The Undertaker przebił podłogę ringu od dołu i wciągnął Diesela pod ring, tym samym umożliwiając Hartowi ucieczkę z klatki i zwycięstwo. Diesel przyjął wyzwanie Undertkera i stanął z nim do walki 31 marca na gali WrestleMania 12 i przegrał.
W międzyczasie Kevin Nash przyjął ofertę Erica Bischoffa, który zaproponował mu powrót do organizacji World Championship Wrestling po wygaśnięciu jego kontraktu z WWF. Ostatnia walka Diesela w WWF przed zmianą organizacji miała miejsce 19 maja 1996 na gali MSG House Show. Przegrał z Shawnem Michaelsem, który był wówczas posiadaczem mistrzostwa WWF Heavyweight. Po walce Razor Ramon, Hunter Helmsley, i Shawn Michael uściskali Nasha na oczach publiczności, aby go pożegnać. Tym samym jednak złamali restrykcyjnie chroniony w tym czasie kayfabe, co spotkało się z nieprzychylną reakcją kierownictwa WWF.
Po odejściu Diesela, a potem także Razora Ramona, WWF zleciło odgrywanie ich gimmicków innym wrestlerom. Nowym Dieselem został Isaac Yankem. Próba przekonania widzów, że Isaac Yankem i Kevin Nash to ta sama osoba spotkała się jednak z przytłaczająco negatywną reakcją publiczności i pomysł ten szybko został porzucony.

### World championship Wrestling (1996–2001)

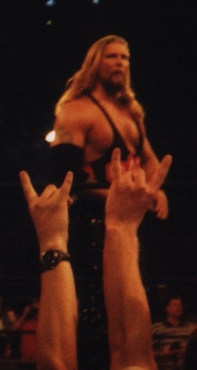
Kevin Nash w 1998

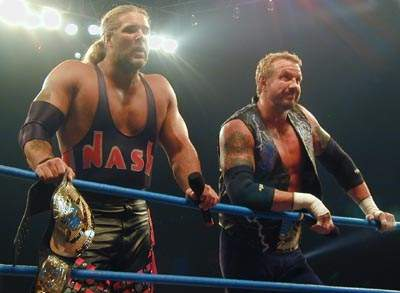
Kevin Nash (z lewej) i DDP (z prawej) z pasami mistrzowskimi WCW World Tag Team Championship.

10 czerwca 1996 Kevin Nash powrócił do World Championship Wrestling (WCW). Wcześniej, w maju, do organizacji dołączył Scott Hall. Obaj wrestlerzy utworzyli tag team o nazwie The Outsiders i byli kreowani na wysłanników konkurencyjnej organizacji World Wrestling Federation (WWF), którzy mieli przeprowadzać inwazję. Za cel postawili sobie zniszczenie WCW od środka. W tym celu często przeszkadzali i zakłócali porządek w trakcie nagrywania programu WCW Nitro. Wkrótce The Outsiders zażądali pojedynku trzyosobowych drużyn przeciwko reprezentantom zawodników wiernych organizacji. Trzeci zawodnik w drużynie Nasha i Halla miał być niespodzianką. W końcu 16 czerwca 1996 na gali Great American Bash The Outsiders przekonali zarządzającego programem Erica Bischoffa do swojego pomysłu, po czym Nash wykonał na Bischoffie Jackknife Powerbomb i wyrzucił go z ringu. 7 lipca na gali Bash at the Beach Nash i Hall zmierzyli się w obiecanym im pojedynku przeciwko Randy’emu Savage’owi, Lexowi Lugerowi i Stingowi. Partner The Outsiders nie pojawił się na początku walki. W trakcie starcia Lex Luger doznał poważnej kontuzji uniemożliwiającej dalszą walkę. Wtedy na arenie pojawił się Hulk Hogan. Z początku komentatorzy i publiczność myśleli, że Hogan przyszedł aby zastąpić Lexa Lugera, ale okazało się, że to on jest tajemniczym partnerem The Outsiders. Wykonał Guillontine Legdrop na Savage'u i przypiął go, wygrywając dla drużyny The Outsiders. Kevin Nash, Scott Hall i Hulk Hogan utworzyli stajnię New World Order (nWo) i zapowiedzieli, że zamierzają przejąć WCW. Wkrótce nWo zaczęło zyskiwać nowych członków.
10 sierpnia 1996 na gali Hog Wild Kevin Nash i Scott Hall pokonali Lexa Lugera i Stinga. 15 września na Fall Brawl zespół New World Order, tworzony przez Hollywood Hulka Hogana, Kevina Nasha, Scotta Halla i Jeffa Farmera, udającego Stinga, pokonał The Four Horsemen, tworzony przez Rica Flaira, Arna Andersona, Lexa Lugera i prawdziwego Stinga. 27 października na gali Halloween Havoc Nash i Hall pokonali tag team Harlem Heat (Booker T i Stevie Ray) w walce o mistrzostwo WCW World Tag Team. 24 listopada na World War 3 obronili tytuł w walce trzech tag teamów przeciwko The Nasty Boys i Faces of Fear, a Nash dodatkowo wziął udział w battle royal, wygranym przez The Gianta.
25 stycznia 1997 na gali nWo Souled Out Kevin Nash i Scott Hall bronili tytułu w walce przeciwko The Steiner Brothers. Walkę sędziował współpracujący z nWo Nick Patrick, który jednak został znokautowany w czasie pojedynku i zastąpiony przez bardziej wiernego WCW Randy’ego Andersona. Starcie oraz tytuły wygrali Steiner Brothers. Dzień później jednak Eric Bischoff, który w sekrecie miał cały czas współpracować z nWo, zwolnił Andersona i zwrócił tytuły Nashowi oraz Hallowi. 23 lutego mistrzowie zostali pokonani w walce o tytuły na gali SuperBrawl przez The GIanta i Lexa Lugera, którzy również następnego dnia zostali zmuszeni do zwrócenia pasów mistrzowskich poprzednim właścicielom. 16 marca na Uncensored Kevin Nash, Scott Hall, Hollywood Hulk Hogan i Randy Savage wygrali starcie trzech tag teamów z eliminacjami przeciwko drużynie złożonej z Rowdy Roddy Pipera, Chrisa Benoit, Steve’a McMichaela i Jeffa Jarretta oraz przeciwko drużynie zwanej drużyną WCW, złożonej z The GIanta, Lexa Lugera i Scotta Steinera. 6 kwietnia na Spring Stampede Nash pokonał Ricka Steinera w pojedynku o WCW World Tag Team Championship. Walka ta była planowana jako Tag Team match, ale Scott Hall się nie zjawił, a Scott Steiner został aresztowany. 18 maja na Slamboree Ric Flair, Roddy Piper i Kevin Greene pokonali Kevina Nasha, Scotta Halla i Syxxa. Nie była to jednak walka o tytuł. Ta odbyła się 15 czerwca na gali Great American Bash. Nash i Hall pokonali Flaira i Pipera i obronili pasy mistrzowskie. Po tym jak 9 sierpnia na Road Wild Steiner Brothers pokonali mistrzów drużynowych, Nash doznał kontuzji, przez którą musiał ograniczyć swoje występy. Jeszcze 28 września na Worldwide pokonał w ringu Prince’a Iaukea, ale nie był już w stanie pomóc Scottowi Hallowi w walce o mistrzostwo 13 października. Zastępował go Syxx-Pac, ale walkę wygrali i tytuły przejęli The Steiner Brothers.
12 stycznia 1998 w odcinku Nitro Scott Hall i Kevin Nash pokonali The Steiner Brothers i odzyskali pasy mistrzowskie WCW World Tag Team Championship. 24 stycznia na Souled Out Kevin Nash pokonał The Gianta. 2 lutego mistrzowie ponownie przegrali swoje tytuły w walce przeciwko The Steiner Brothers, jednak odzyskali je w walce rewanżowej 22 lutego na gali Superbrawl. 15 marca na Uncensored Giant  pokonał Nasha przez dyskwalifikację. 19 kwietnia na Spring Stampede Hollywood Hogan i Kevin Nash pokonali Roddy Pipera i The Gianta. 17 maja Sting i Giant pokonali Nasha i Halla w walce o mistrzostwo drużynowe.
Ostatecznie grupa New World Orfer podzieliła się na dwie frakcje: „nWo Hollywood” dowodzoną przez Hollywood Hogana i „nWo Wolfpac” dowodzoną przez Kevina Nasha. Do grupy Nasha należeli także Randy Savage, Lex Luger, Sting i Konnan. Tymczasem ówcześni mistrzowie WCW World Tag Team (Sting i The Giant) pokłócili się i stoczyli ze sobą pojedynek 14 czerwca 1998 na gali Great American Bash. Zwycięzca zachowywał mistrzostwo i mógł wybrać drugiego mistrza. Sting pokonał Th Gianta, a swoim nowym partnerem mianował Kevina Nasha. 20 lipca mistrzowie zostali jednak pokonani przez Scotta Halla i The Gianta w walce o tytuł. 24 lipca 1998 na gali Souled Out Kevin Nash pokonał Gianta. W rzeczywistości w czasie walki Nash pomylił się wykonując atak powerbomb i powodując u The Gianta poważną kontuzję, przez którą jego przeciwnik nie mógł później uprawiać wrestlingu przez dłuższy czas. 8 sierpnia na gali Road Wild Kevin Nash wziął udział w walce typu Battle Royal, wygranej przez Billa Goldberga. 13 września grupa Team WCW (Diamond Dallas Page, Roddy Piper i The Warrior) zwyciężyła walkę typu WarGames match, w której brały udział także nWo Hollywood (Hollywood Hogan, Bret Hart i Stevie Ray) oraz nWo Wolfpac (Kevin Nash, Sting i Lex Luger). 25 października na Halloween Havoc w wyniku wyliczenia Kevin Nash został pokonany przez swojego dawnego partnera tageamowego, Scotta Halla. 22 listopada na World War 3 zwyciężył w sześćdziesięcioosobowym Battle Royal i tym samym wygrał możliwość walki o główne mistrzostwo organizacji, WCW World Heavyweight Championship. Walka odbyła się 27 grudnia na Starrcade. W pokonaniu Billa Goldberga i przejęciu tytułu Nashowi pomógł Scott Hall, który poraził mistrza elektrycznym pastuchem. Była to pierwsza przegrana w karierze Goldberga.
4 stycznia 1999 Kevin Nash miał się zmierzyć z Goldbergiem w pojedynku, który był kreowany na bardzo ważny, będący wydarzeniem wieńczącym długą i znaczącą rywalizację. Ponadto wydarzenie to miało miejsce w rodzinnej dla Goldberga Atlancie. Zwrot akcji był taki, że Goldberg nie mógł stawić się na czas w ringu, z powodu zatrzymania przez organy porządku publicznego. Zastąpił go powracający po długiej przerwie Hollywood Hogan, nadal dowodzący frakcją nWo Hollywood. Pojedynek był bardzo krótki. Już na samym początku Hogan dotknął przeciwnika lekko palcem wskazującym, a wtedy Nash natychmiast upadł na podłogę i pozwolił się przypiąć. Oznaczało to piąte zdobycie tytułu przez Hogana i koniec rozłamu w nWo. Ten incydent spotkał się z przytłaczająco negatywnym odbiorem publiczności. Po tym wydarzeniu konferansjer Tony Schiavone próbował przekonać telewidzów, żeby nie przełączali kanału, nieopatrznie zdradzając przy tym, że Mick Foley właśnie walczy o mistrzostwo konkurencyjnej organizacji, WWF. Skutek był jednak odwrotny do zamierzonego i setki tysięcy widzów przełączyło program. Incydent ten jest powszechnie nazywany Fingerpoke of Doom (pl. Dotknięcie palcem zagłady) i przypisuje się mu przyczynienie do dalszego spadku oglądalności i ostatecznie upadku WCW.
21 lutego 1999 na gali SuperBrawl Kevin Nash i Scott Hall pokonali Konnana i Reya Mysterio Jr.. Zgodnie z zakładem Mysterio musiał zdjąć maskę i po raz pierwszy ujawnić swoją twarz. 14 marca na Uncensored Nash ponownie pokonał Misterio. 11 kwietnia na Spring Stampede został pokonany przez Billa Goldberga. 9 maja na Slamboree został nowym mistrzem, pokonując Diamond Dallas Page’a w walce o mistrzostwo WCW World Heavyweight. 13 czerwca obronił tytuł pokonując Randy’ego Savage’a przez dyskwalifikację. Nash i Savage uczynili pas mistrzowski przedmiotem zakładu w nadchodzącej walce tag teamów na gali Bash at the Beach, która odbyła się 11 lipca. Randy Savage wygrał, z pomocą Sida Viciousa, pokonując Kevina Nasha i Stinga. 14 sierpnia na gali Road Wild Hollywood Hogan walczył w pojedynku, który jak twierdził, miał być ostatnim przed jego emeryturą. Hogan pokonał Kevina Nasha broniąc przy tym mistrzostwa WCW World Heavyweight. W wyemitowanym 16 grudnia odcinku WCW Thunder Nash i Scott Hall zdobyli mistrzostwo drużynowe WCW World Tag Team Championship. 19 grudnia na Starrcade Nash wygrał pojedynek z Sidem Viciousem. 27 grudnia duet zrzekł się mistrzostwa z powodu kontuzji kolana Halla.
16 stycznia 2000 na gali Souled Out Nash pokonał Terry’ego Funka w pojedynku o stanowisko komisarza WCW. 24 stycznia Kevin Nash jako nowy komisarz nakazał odebrać Sidowi Viciousowi mistrzostwo WCW World Heavyweight. Vicious odzyskał je pokonując Nasha 26 stycznia w odcinku WCW Thunder. 24 maja Nash pokonał Jeffa Jarretta i Scotta Steinera w walce typu Triple Threat i wygrał w ten sposób główne mistrzostwo WCW po raz trzeci, ale 29 maja oddał je Ricowi Flairowi, który jego zdaniem bardziej zasługiwał na to wyróżnienie. Po tym jak mistrzostwo przejął Jeff Jarrett. Kevin Nash stoczył z nim walkę 11 czerwca na gali Great American Bash i przegrał. 9 lipca na gali Bash at the Beach Nash po raz kolejny zmierzył się z Billem Goldbergiem i po raz kolejny przegrał. 28 sierpnia pokonał Bookera T na gali WCW Monday Nitro i wygrał należący do przeciwnika pas WCW World Heavyweight. 17 września Booker T odzyskał tytuł na gali Fall Brawl, pokonując Nasha w stalowej klatce. 26 listopada na Mayhem Nash i DDP pokonali Shawna Stasiaka i Chucka Palumbo w walce o mistrzostwo drużynowe WCW World Tag Team Championship. Komisarz WCW, Mike Sanders, zdecydował się w grudniu odebrać pasy ówczesnym mistrzom i oddać je poprzednim mistrzom. W związku z tym Nash i DDP jeszcze raz pokonali Stasiaka i Palubo w walce o tytuły 17 grudnia na gali Starrcade.
14 stycznia na gali WCW Sin Shawn Stasiak i Chuck Palumbo pokonali Kevina Nasha i DDP w walce o mistrzostwo drużynowe WCW World Tag Team Championship. Ostatnią galą Kevina Nasha w WCW było SuperBrawl z 18 lutego, gdzie został pokonany przez broniącego tytułu Scotta Steinera. World Championship Wrestling zostało wykupione przez World Wrestling Federation, ale Nash zdecydował się wstrzymać z decyzją o zmianie organizacji do czasu wygaśnięcia jego umowy z WCW, czyli do stycznia 2002.

### World Wrestling Federation / Entertainment (2002–2004)
Kevin Nash, Scott Hall i Hulk Hogan podpisali kontrakty z World Wrestling Federation (WWF) w styczniu 2002. W kayfabe współwłaściciel WWF, Vince McMahon, miał zatrudnić grupę New World Order (nWo) w celu zniszczenia WWF od środka, ponieważ nie chciał dzielić się organizacją z drugim współwłaścicielem, Rikiem Flairem. Kevin Nash pojawił się w organizacji po raz pierwszy od lat 17 lutego 2002 na gali No Way Out, gdzie pomógł Chrisowi Jericho pokonać Stone Colda Steve’a Austina. Wkrótce Nash i Scott Hall zaczęli rywalizować z The Rockiem i Hulkiem Hoganem, który w międzyczasie odszedł z nWo. W kwietniu Nash musiał przejść operację naciągniętego bicepsa, w związku z czym był niezdolny do walk. Od tej pory pełnił funkcję managera. 3 czerwca przedstawił nowego członka nWo, Shawna Michaelsa. 8 lipca Nash wziął udział w walce tag teamów i znowu doznał kontuzji, tym razem mięśnia czworogłowego uda.
Od kwietnia 2003 rywalizował z Triple H-em. Zmierzył się z nim 27 kwietnia na Backlash w walce tag teamów, w której Triple H, Chris Jericho i Ric Flair pokonali Bookera T, Shawna Michaelsa i Kevina Nasha. 18 maja na Judgment Day Nash pokonał Triple H-a przez dyskwalifikację. 15 czerwca na Bad Blood Triple H pokonał Nasha w walce typu Hell in a Cell. 24 sierpnia 2003 wziął udział w głównej walce na gali Elimination Chamber wygranej przez Triple H-a. 27 października przeszedł operację szyi.

### Total Nonstop Action (2004 – 2010)

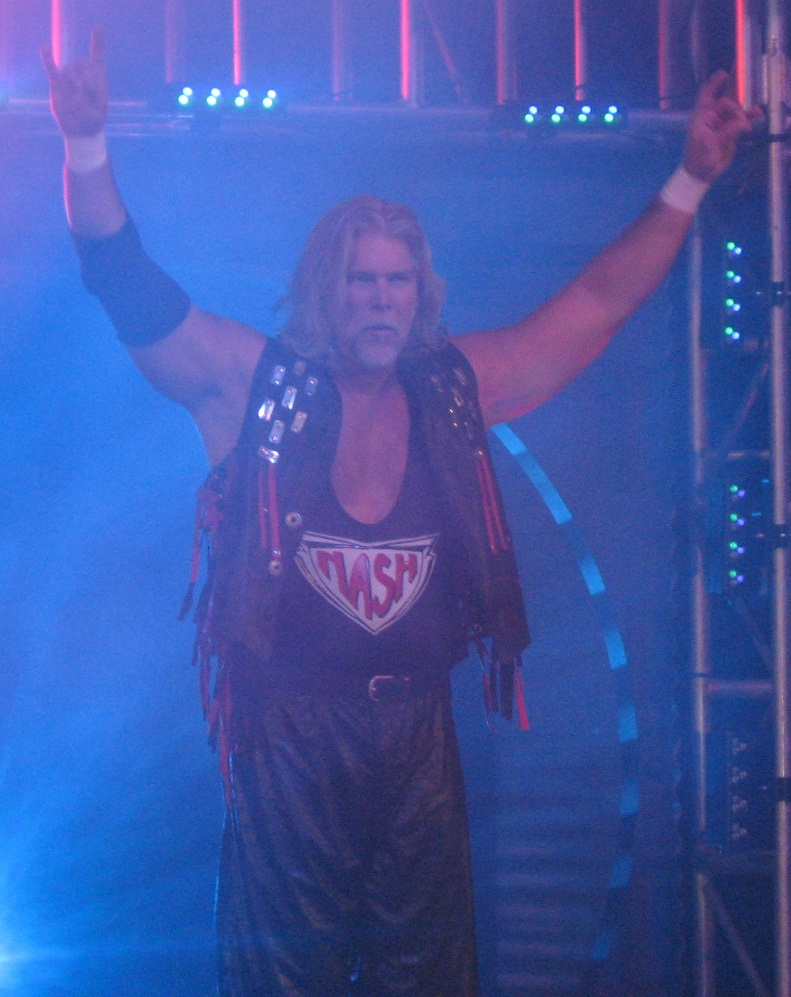
Kevin Nash w TNA

W 2004 dołączył do organizacji Total Nonstop Action (TNA), gdzie stworzył tag team The Kings of Wrestling ze Scottem Hallem i Jeffem Jarrett. Ich celem było przejęcie organizacji. Aby to osiągnąć stosowali sabotaż, atakowali wrestlerów za kuliami i rywalizowali z najbardziej prominentnymi zawodnikami organizacji, takimi jak AJ Styles i Jeff Hardy. Zachowanie grupy The Kings of Wrestling było inspirowane grupą New World Order, do której Nash należał w WCW.
5 grudnia 2004 na gali Turning Point Randy Savage, Jeff Hardy i AJ Styles pokonali Jeffa Jarretta, Kevina Nasha i Scotta Halla.
8 stycznia 2005 na gali Superstars of Wrestling Kevin Nash pokonał Disco Inferno. 16 stycznia na Final Resolution wziął udział w walce typu Triple Threat o bycie głównym pretendentem do pasa NWA World Heavyweight Championship. On i Diamond Dallas Page zostali pokonani przez Monty’ego Browna. 13 lutego na TNA Against All Odds Jeff Jarrett pokonał Nasha w walce o mistrzostwo NWA World Heavyweight. W czasie walki wrestler The New Age Outlaw zjawił się by pomóc Jeffowi Jarrettowi, a Syxx-Pac zjawił się by pomóc Nashowi. 13 marca na TNA Destination X Outlaw pokonał Nasha w walce typu Fist First Blood match. 22 października Nash został odwieziony do szpitala z nieznanych powodów.
Kevin Nash znów zaczął występować w kwietniu 2006. 14 maja na gali Sacrifice zaatakował wrestlera o pseudonimie Puma i stwierdził, że przeciętny duży mężczyzna jest w stanie zniszczyć najlepszego zawodnika X-Division (dywizja nowoczesnego wrestlingu opartego na akrobatyce, a nie, tak jak tradycyjny wrestling, na sile i dużej masie mięśniowej). Tak zaczęła się trwająca wiele miesięcy rywalizacja Nasha z X-Division. Często bił i poniżał zawodników tej dywizji nawet poza zaplanowanymi walkami. 18 czerwca na Slammiversary pokonał Chrisa Sabina, a 16 lipca na Victory Road Chris Sabin i Jay Lethal pokonali Kevina Nasha i Alexa Shelley w walce tag teamów. 13 sierpnia na Hard Justice miał się zmierzyć z Alexem Shelley w pojedynku o pierwszeństwo do walki o mistrzostwo Impact X Division, jednak dzień wcześniej doznał kontuzji szyi i nie mógł wziąć udziału w gali. Od tej pory Kevin Nash bardzo ograniczył występowanie w roli wrestlera. Znacznie częściej pełnił funkcję managera, gospodarza, mentora lub autorytetu, w międzyczasie rywalizując z takimi zawodnikami jak Samoa Joe, AJ Styles, Mick Foley, Abyss, Eric Young i Hernandez.
17 lipca 2009 na gali Victory Road pokonał A.J. Stylesa w walce o mistrzostwo TNA Legends. Stracił je dwa dni później, w walce typu Tag Team match, w której Kevin Nash i Kurt Angle przegrali z Bobbym Lashleyem i nowym posiadaczem tytułu, Mickiem Foleyem. 16 sierpnia na gali Hard Justice Kevin Nash pokonał Micka Foleya i odebrał mu mistrzostwo. Przegrał je 18 października na gali Bound For Glory w walce Triple Threat, którą wygrał Eric Young. W pojedynku brał też udział Hernandez.
W 2010 na krótko reaktywował grupę New World Order pod nazwą The Wolfpac.
Drużyna The Band, składająca się z Erica Younga, Kevina Nasha i Scotta Halla, zdobyła mistrzostwo drużynowe TNA World Tag Team Championship pokonując jednego z jego posiadaczy, Matta Morgana w walce typu Handicap match. The Band reprezentowali Nash i Hall. Drużynie mistrzostwo zostało odebrane 10 czerwca z powodu zwolnienia z organizacji Scotta Halla.
22 października 2010 Kevin Nash oświadczył w wywiadzie dla RingsideRadio.com, że jego umowa z TNA wygasła i nie zaproponowano mu nowej.

### Kariera niezależna po 2010

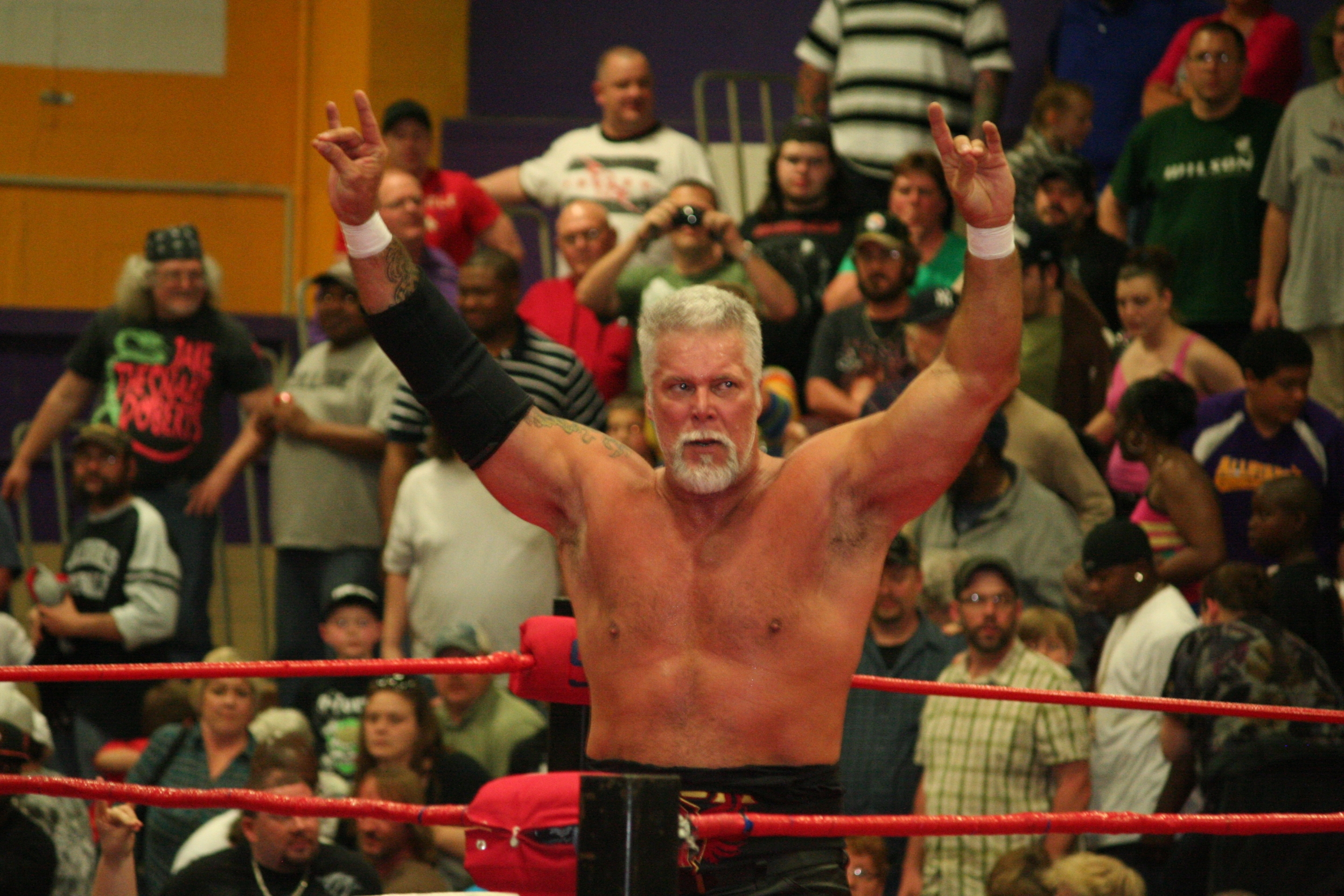
Kevin Nash w 2012

Po odejściu z TNA w 2011 występował w takich organizacjach, jak Championship Wrestling International (CWI), Body Progression Wrestling (BPW), Dutch Pro Wrestling (DPW), One Pro Wrestling (1PW), Pro Wrestling Only (PWO) i inne.
30 stycznia 2011 Kevin Nash wziął udział w bitwie na gali Royal Rumble, zaskakując niespodziewającą się go publiczność. Został przedstawiony jako powracający po długiej przerwie zawodnik o pseudonimie ringowym Deisel. Wszedł na ring jako trzydziesty drugi, nikogo nie wyeliminował i sam został wyeliminowany jako dwudziesty szósty przez Wade’a Barretta.
26 stycznia 2014 też wziął udział w bitwie na gali Royal Rumble. Wszedł na ring jako czternasty i został wyeliminowany jako dziewiąty przez Romana Reignsa.
6 kwietnia 2014 wprowadził do galerii sławy WWE Hall of Fame Scotta Halla.
29 marca 2015 jako członek grupy New World Order (razem z Hulkiem Hoganem i Scottem Hallem) pojawił się na Wrestlemanii, aby wesprzeć Stinga w jego pojedynku z Triple H-em, którego wsperało D-Generation X. Tego samego dnia został wprowadzony do WWE Hall of Fame przez Shawna Michaelsa.

## Inne media

### Filmografia

#### Filmy
| Rok          | Film                                         | Rola                   | Inne informacje  |
| ------------ | -------------------------------------------- | ---------------------- | ---------------- |
| 2018         | The Swerve                                   |                        | Film telewizyjny |
| 2018         | Klippers                                     | Smith                  |                  |
| 2018         | The Manor                                    | Reverend Thomas        |                  |
| 2017         | Blood Circus                                 | Santos                 |                  |
| 2017         | Blue Line                                    | Cisco                  |                  |
| 2015         | Slaw                                         | On sam                 |                  |
| 2015         | The Association                              | Gordon                 | Direct-to-video  |
| 2015         | Magic Mike XXL                               | Tarzan                 |                  |
| 2014         | John Wick                                    | Francis                |                  |
| 2014         | Route 65 Nashville                           | Eric                   |                  |
| 2012         | The Newest Pledge                            | Merkhaus' Dad          |                  |
| 2012         | Magic Mike                                   | Tarzan                 |                  |
| 2012         | Rock of Ages                                 | Stacee's Bodyguard     |                  |
| 2011         | Monster Brawl                                | Pułkownik Crookshanks  |                  |
| 2011         | Thor wszechmogący                            | Odyn                   | Film telewizyjny |
| 2011         | River of Darkness                            | Jayden Jacobs          |                  |
| 2006         | DOA: Żywy lub martwy                         | Bass Armstrong         |                  |
| 2006         | Babcisynek                                   | Facet od przeprowadzek |                  |
| 2005         | Wykiwać klawisza                             | Strażnik Engleheart    |                  |
| 2004         | Punisher                                     | Rosjanin               |                  |
| 1997         | Dzieciaki do wzięcia                         | Jackhammer Guy         |                  |
| 1991         | Wojownicze Żółwie Ninja II: Tajemnica szlamu | Super Shredder         |                  |
| Źródło: IMDb |                                              |                        |                  |

#### Seriale
| Rok          | Serial                          | Rola           | Inne informacje |
| ------------ | ------------------------------- | -------------- | --------------- |
| 2017         | Living the Dream                | Troy Marshall  | 6 odcinków      |
| 2009         | Brothers                        | On sam         | 1 odcinek       |
| 2001         | Nikki                           | The Big Easy   | 2 odcinki       |
| 2000         | Nikki                           | The Big Easy   | 2 odcinki       |
| 1998         | Statek miłości                  | Rocky Williams | 1 odcinek       |
| 1996         | Sabrina, nastoletnia czarownica | Olbrzym        | 1 odcinek       |
| 1992         | Super Force                     | Lau / Iau      | 2 odcinki       |
| Źródło: IMDb |                                 |                |                 |

### Gry komputerowe
Przedstawiająca go grywalna postać pojawiła się w dwudziestu pięciu grach komputerowych. Były to:
- Virtual Pro Wrestling 64 (1997, N64)
- 3 gry z serii Fire Pro Wrestling: Fire Pro Wrestling (2001, GB, GBA), Fire Pro Wrestling 2 (2002, GBA) i Fire Pro Wrestling Returns (PS2)[1]  – postać na nim wzorowana nazywała się The Assassin The Mauler[23]
- 14 gier z serii WWF / WWE: WWF RAW (1994, NES, SNES, Genesis, 32X), WWF RAW (1994, GB), WWE Road To WrestleMania X-8 (2002, GB, GBA), WWE Wrestlemania X-8 (2002, GC), WWE SmackDown! Shut Your Mouth (2002, PS2), WWE Crush Hour (2003, GC, PS2), WWE RAW 2 (2003, Xbox), WWE SmackDown! Here Comes The Pain (2003, PS2), WWE '12 (2011, Wii, Xbox360, PS3), WWE '13 (2012, Wii, Xbox360, PS3), WWE 2K14 (2013, Xbox360, PS3), WWE 2K15 (2014, Xbox360, XboxOne, PS3, PS4, PC), WWE 2K16 (2015, Xbox360, XboxOne, PS3, PS4, PC), WWE 2K17 (2016, Xbox360, XboxOne, PS3, PS4, PC), WWE 2K18 (2017, XboxOne, PS4, PC)
- 5 gier z serii WCW: WCW Backstage Assault (6861, N64, PS), WCW Mayhem (6403, N64, GB, PS), WCW Nitro (1999, N64, PC), WCW/nWo Thunder (6160, PS), WCW vs. nWo: World Tour (5762, N64)
- Jedna gra Total Nonstop Action: TNA iMPACT! (2008, Wii, Xbox360, PS2, PS3)[1]

## Życie prywatne
Jego ojciec Robert Nash zmarł kiedy Kevin Nash miał trzy lata. Jego matka Wanda zmarła 27 grudnia 1994 po czteroletniej walce z rakiem.
Od 28 października 1988 jest żonaty z Tamarą Nash, z którą ma jednego syna, urodzonego w 1996 Tristana Nash.
24 grudnia 2014 został aresztowany i oskarżony o pobicie swojego osiemnastoletniego syna, Tristena Nasha. Dwie godziny później policja aresztowała także Tristena Nasha, który został oskarżony o pobicie żony Kevina Nasha, Tamary Nash. 15 stycznia 2015 prokuratura oświadczyła, że nie wytoczy postępowania przeciwko Kevinowi Nashowi. Jego prawnik utrzymuje, że w dniu aresztowania Kevin Nash tylko bronił swojej żony.

## Styl walki
- Finishery
  - Jackknife Powerbomb
- 'Inne charakterystyczne ruchy'
  - Big Boot
  - Corner Boot Choke
  - Corner Back Elbow Smash
  - Emerald City Side Slam
  - Knee in the corner (uderzenie kolanem w narożniku ringu)
  - Snake Eyes[4]
  - Sidewalk Slam
- Przydomki
  - „Big Daddy Cool”
  - „Big Sexy”
  - „The Silver Fox”
- Managerowie
  - Elizabeth (WCW)
  - Harley Race (WCW)
  - Jenna Morasca (TNA)
  - The Wizard (WCW)
- Podopieczni
  - Alex Shelley (TNA)
  - Austin Starr (TNA)
  - Chris Sabin (TNA)
  - Shawn Michaels (WWF)
- Motywy muzyczne
  - „Diesel Blues” autorstwa Jima Johnstona (WWF)
  - „Big” autorstwa Dale’a Olivera (WWF)[1]

## Mistrzostwa i osiągnięcia
- Covey Promotions

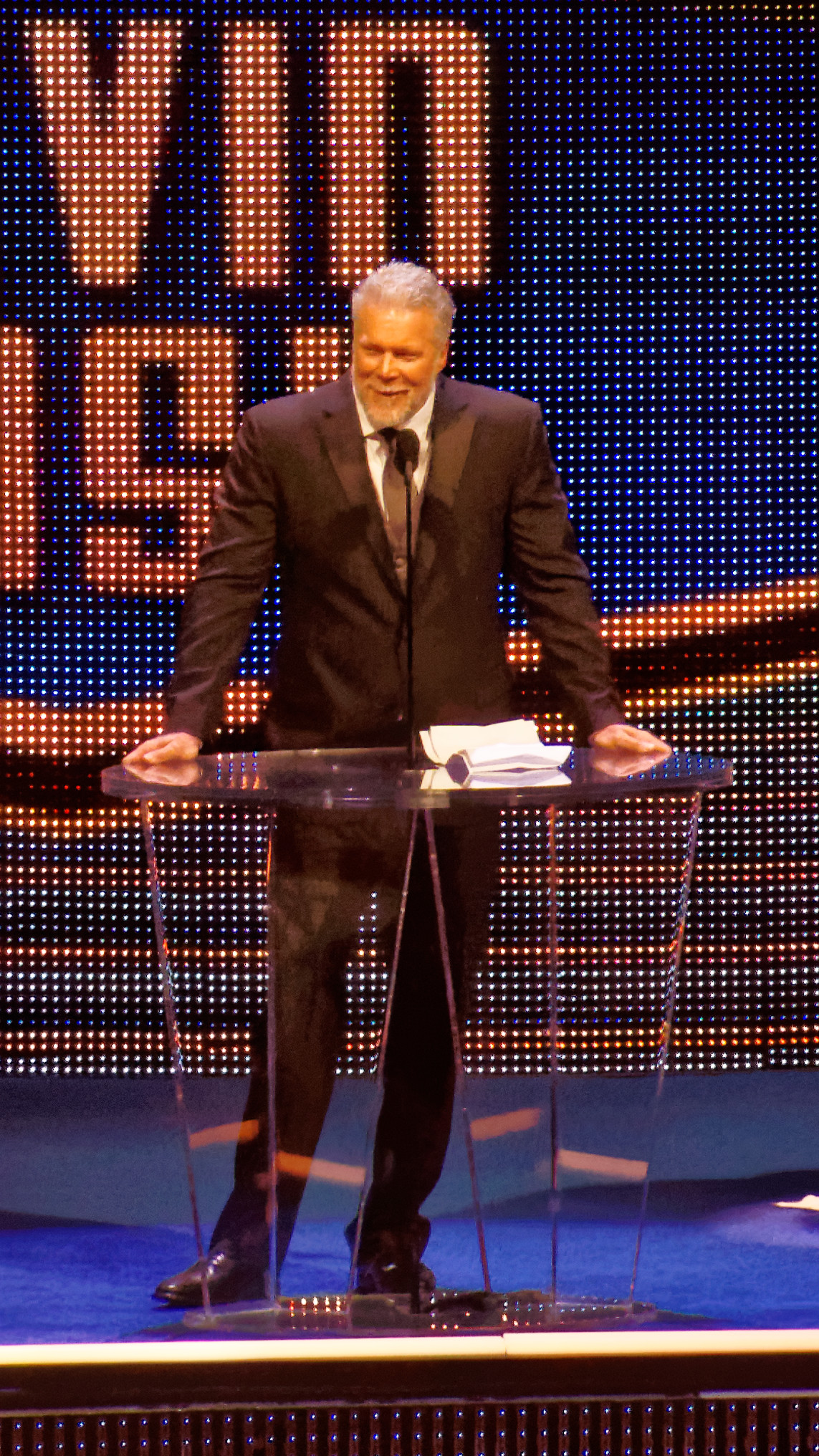
Kevin Nash na ceremonii dołączenia do WWE Hall of Fame w 2015

  - CP World Heavyweight Championship (1 raz)
- Total Nonstop Action Wrestling
  - TNA World Tag Team Championship (1 raz) – z Erikiem Youngiem i Scottem Hallem
  - TNA Legends Championship (2 razy)

- World Championship Wrestling
  - WCW World Heavyweight Championship (8 razy)
  - WCW World Tag Team Championship (5 razy) – ze Scottem Hallem (6 razy), ze Stingiem (1 raz) i z Diamond Dallas Page’em (1 raz)
- World Wrestling Entertainment
  - WWE Hall of Fame (2015)
- World Wrestling Federation
  - WWF Intercontinental Championship (1 raz)
  - WWF World Heavyweight Championship (1 raz)
  - WWF World Tag Team Championship (1 raz) – z Shawnem Michaelsem
- Wrestling Observer Newsletter
  - Najbardziej przeceniany wrestler (1999, 2000)
  - Największy progres (1994)
- Pro Wrestling Illustrated
  - PWI 500 (1995)
  - Największy progres roku (1994)
  - Tag team roku (1997)
  - Zawodnik roku (1995)[1]